# Staphylinochrous holotherma
Staphylinochrous holotherma là một loài bướm đêm thuộc họ Anomoeotidae. Loài này có ở Kenya.